# 林肯縣 (南達科他州)
林肯縣（英語：Lincoln County）是美国南达科他州東南部的一個縣，東鄰艾奥瓦州，面積1,499平方公里。根據2020年美國人口普查，共有人口65,161人。縣治坎頓 (Canton)。該縣成立於1862年4月5日。縣名來自缅因州的同名縣。